# Genussa cluaca
Genussa cluaca är en fjärilsart som beskrevs av Druce 1893. Genussa cluaca ingår i släktet Genussa och familjen mätare. Inga underarter finns listade i Catalogue of Life.